# Championnats d'Europe d'haltérophilie féminine 1995
Navigation
Édition précédente Édition suivante
Les Championnats d'Europe d'haltérophilie féminine 1995 ont lieu en Israël, à Beer-Sheva en juin 1995.

## Résultats détaillés

### - de 46 kg
|             | Or                       | Or       | Argent                   | Argent  | Bronze                     | Bronze   |
| Arraché     | Donka Mincheva Bulgarie  | 65 kg    | Lubov Averianova Russie  | 62,5 kg | Stefanie Stühler Allemagne | 62,5 kg  |
| Épaulé-Jeté | Blanca Fernandez Espagne | 85 kg    | Donka Mincheva Bulgarie  | 82,5 kg | Lubov Averianova Russie    | 80 kg    |
| Total       | Donka Mincheva Bulgarie  | 147,5 kg | Blanca Fernandez Espagne | 145 kg  | Lubov Averianova Russie    | 142,5 kg |

### - de 50 kg
|             | Or                   | Or       | Argent                     | Argent | Bronze                     | Bronze  |
| Arraché     | Anna Stroubou Grèce  | 72,5 kg  | Stéphanie Machefaux France | 70 kg  | Csilla Földi Hongrie       | 70 kg   |
| Épaulé-Jeté | Csilla Földi Hongrie | 90 kg    | Anna Stroubou Grèce        | 90 kg  | Linda Saib France          | 82,5 kg |
| Total       | Anna Stroubou Grèce  | 162,5 kg | Csilla Földi Hongrie       | 160 kg | Stéphanie Machefaux France | 150 kg  |

### - de 54 kg
|             | Or                   | Or       | Argent                    | Argent | Bronze                   | Bronze   |
| Arraché     | Neli Simova Bulgarie | 75 kg    | Misirli Konstantina Grèce | 75 kg  | Marina Kartashova Russie | 75 kg    |
| Épaulé-Jeté | Neli Simova Bulgarie | 97,5 kg  | Misirli Konstantina Grèce | 90 kg  | Marina Kartashova Russie | 87,5 kg  |
| Total       | Neli Simova Bulgarie | 172,5 kg | Misirli Konstantina Grèce | 165 kg | Marina Kartashova Russie | 162,5 kg |

### - de 59 kg
|             | Or                         | Or     | Argent                  | Argent | Bronze                   | Bronze   |
| Arraché     | Maria Christoforidou Grèce | 90 kg  | Tatiana Tezikova Russie | 80 kg  | Timea Raj Hongrie        | 80 kg    |
| Épaulé-Jeté | Maria Christoforidou Grèce | 110 kg | Tatiana Tezikova Russie | 105 kg | Christina Ioannidi Grèce | 95 kg    |
| Total       | Maria Christoforidou Grèce | 200 kg | Tatiana Tezikova Russie | 185 kg | Christina Ioannidi Grèce | 172,5 kg |

### - de 64 kg
|             | Or                       | Or       | Argent                   | Argent   | Bronze                         | Bronze   |
| Arraché     | Erzsebet Markus Hongrie  | 90 kg    | Bénédicte Comblez France | 85 kg    | María Dolores Martínez Espagne | 85 kg    |
| Épaulé-Jeté | Bénédicte Comblez France | 107,5 kg | Svetlana Habirova Russie | 107,5 kg | Erzsebet Markus Hongrie        | 102,5 kg |
| Total       | Bénédicte Comblez France | 192,5 kg | Erzsebet Markus Hongrie  | 192,5 kg | Svetlana Habirova Russie       | 190,0 kg |

### - de 70 kg
|             | Or                    | Or     | Argent                      | Argent | Bronze                 | Bronze   |
| Arraché     | Irina Kasimova Russie | 90 kg  | Maria Tatsi Grèce           | 90 kg  | Aigoul Gafarova Russie | 90 kg    |
| Épaulé-Jeté | Irina Kasimova Russie | 120 kg | Susanna Samuelsson Finlande | 110 kg | Aigoul Gafarova Russie | 110 kg   |
| Total       | Irina Kasimova Russie | 210 kg | Aigoul Gafarova Russie      | 200 kg | Maria Tatsi Grèce      | 197,5 kg |

### - de 76 kg
|             | Or                    | Or       | Argent               | Argent   | Bronze                       | Bronze |
| Arraché     | Albina Khomich Russie | 102,5 kg | Maria Takacs Hongrie | 97,5 kg  | Panagiota Antonopoulou Grèce | 95 kg  |
| Épaulé-Jeté | Albina Khomich Russie | 122,5 kg | Maria Takacs Hongrie | 120 kg   | Panagiota Antonopoulou Grèce | 120 kg |
| Total       | Albina Khomich Russie | 225 kg   | Maria Takacs Hongrie | 217,5 kg | Panagiota Antonopoulou Grèce | 215 kg |

### - de 83 kg
|             | Or                    | Or       | Argent                      | Argent | Bronze                | Bronze |
| Arraché     | Line Mary France      | 95 kg    | Monique Riesterer Allemagne | 95 kg  | Alla Fiodorova Russie | 95 kg  |
| Épaulé-Jeté | Alla Fiodorova Russie | 117,5 kg | Monique Riesterer Allemagne | 115 kg | Line Mary France      | 110 kg |
| Total       | Alla Fiodorova Russie | 212,5 kg | Monique Riesterer Allemagne | 210 kg | Line Mary France      | 205 kg |

### + de 83 kg
|             | Or                           | Or      | Argent                  | Argent   | Bronze                       | Bronze   |
| Arraché     | Veronika Tóbiás Hongrie      | 97,5 kg | Erika Takacs Hongrie    | 97,5 kg  | Myrtle Augee Grande-Bretagne | 95 kg    |
| Épaulé-Jeté | Myrtle Augee Grande-Bretagne | 120 kg  | Veronika Tóbiás Hongrie | 115 kg   | Erika Takacs Hongrie         | 112,5 kg |
| Total       | Myrtle Augee Grande-Bretagne | 215 kg  | Veronika Tóbiás Hongrie | 212,5 kg | Erika Takacs Hongrie         | 210 kg   |